# Taijiang-Nationalpark
Der Taijiang-Nationalpark (台江國家公園,  Táijiāng Guójiā Gōngyuán) ist ein Nationalpark in der Republik China auf Taiwan.

## Beschreibung
Der Taijiang-Nationalpark liegt an der Südwestküste der Insel Taiwan und umfasst einen Teil der Küstenlandschaft der Stadt Tainan sowie zusätzlich ein größeres Meeresgebiet, das sich von der Küste Tainans bis zu den Penghu-Inseln (Pescadoren) erstreckt. Zum Nationalpark gehören die Mündungsgebiete der Flüsse bzw. Bäche Qigu (七股溪), Zengwen (曾文溪), Lu’ermen (鹿耳門溪) und Yanshui (鹽水溪). Das Seegebiet umschließt den Schifffahrtskorridor, der jahrhundertelang von Kaufleuten und Siedlern, die vom chinesischen Festland kamen, genutzt wurde. Von den 393,10 km² Gesamtfläche des Nationalparks entfallen 49,05 km² auf Landfläche (12,5 %) und 344,05 km² auf Meeresgebiete (87,5 %). Die Landfläche verteilt sich auf drei Stadtbezirke von Tainan: Annan 16,0393 km², Qigu 32,3534 km² und Jiangjun 0,6573 km². Der Nationalpark soll nicht nur als Naturschutzpark dienen, sondern auch als ein Kulturpark, der die Geschichte der Besiedlung der Südküste Taiwans durch Han-chinesische Migranten und die menschliche Umgestaltung der Küstenlandschaft im Laufe der Jahrhunderte dokumentiert.

## Geschichte
Im Gegensatz zu anderen Nationalparks in Taiwan wurde der Taijiang-Nationalpark nicht auf Betreiben der Zentralregierung eingerichtet, sondern ging auf örtliche Initiativen zurück. Ein wesentlicher Initiator war der frühere Bürgermeister von Tainan Hsu Tain-tsair (DPP). Hsu hatte sich schon 1994, damals noch als Abgeordneter des Legislativ-Yuans, für die Einrichtung eines Nationalparks ausgesprochen. Während seiner Zeit als Bürgermeister Tainans (2001–2010) bewilligte die Zentralregierung im Jahr 2004 10 Millionen NT$ für die Einrichtung eines Nationalparks. Der ursprünglich für den einzurichtenden Nationalpark vorgeschlagene Name war Taijiang-Schwarzwasserkanal-Nationalpark (黑水溝,  Hēishuǐgōu – „Schwarzwasserkanal“, ein alter Name für die Taiwanstraße). Aus Marketing-Gründen wurde der Name später in Taijiang-Nationalpark geändert.  Der Name Tajiang nimmt Bezug auf die früher in der Küstenregion Tainan vorhandene große gleichnamige Lagune, die seit dem 19. Jahrhundert größtenteils verlandet ist.
Nach jahrelangen Verhandlungen, Gutachten und Forschungsprojekten wurde der Plan zur Einrichtung des Nationalparks am 28. September 2009 durch die Regierung unter Premierminister Wu Den-yih (KMT) bewilligt. Die Umsetzung des Plans begann ab dem 15. Oktober 2009 und am 12. Dezember 2009 wurde das Verwaltungszentrum des Nationalparks offiziell eingeweiht.

## Ökologie
Der Nationalpark umfasst mehrere Feuchtgebiete von internationaler Bedeutung. Nach wissenschaftlichen Erhebungen kommen in den Mündungsgebieten des Zengwen und des Lu’ermen mindestens 200 Arten von Schalentieren, 240 Arten von Fischen und 49 Krabbenarten vor. Alle 10 auf Taiwan zu finden Arten von Winkerkrabben finden sich auch im Taijiang-Nationalpark, darunter die auf Taiwan endemische Uca formosensis. Von den 34 Wal- und Delfinarten, die in den Gewässern um Taiwan beobachtet werden können, kommen 21 auch im Meeresgebiet des Nationalparks vor. Im Bereich der Lagunen und zahlreichen Teiche sind nahezu 200 Vogelarten zu finden, darunter auch 21 geschützte Arten wie der Schwarzstirnlöffler. Etwa 75 Prozent der im Park beobachteten Vögel sind Zugvögel. Zu den seltenen Arten zählen Stelzenläufer, Seeregenpfeifer, Schwarzstirnlöffler, Wanderfalke, Säbelschnäbler, Isabellbrachvogel, Regenbrachvogel, Schachwürger, Braunwürger und Froschsperber. Je fünf Reptilien- und Amphibien-Arten sind im Park heimisch. Dies sind die Froschlurcharten Euphlyctis hexadactylus, Hylarana guentheri, Microhyla fissipes, Microhyla ornata, Fejervarya limnocharis, Chinesischer Ochsenfrosch und die Schwarznarbenkröte, sowie an Reptilien die Eidechsenart Takydromus stejnegeri, der Jungferngecko, der Skink Plestiodon elegans und selten auch Taiwan-Schönnatter, Kettenviper und Chinesische Kobra (Naja atra). Im Park wurden 26 Insektenarten dokumentiert, darunter Leuchtkäfer und Schmetterlinge. Der früher hier häufig anzutreffende Leuchtkäfer Pyrocoelia analis ist aufgrund menschlicher Aktivitäten selten geworden. Durch menschliche Eingriffe wurde die Säugetierfauna stark verändert, so dass gegenwärtig nur häufige Arten zu finden sind, darunter Moschusspitzmaus und Echte Bandikutratte. Acht Fledermausarten sind hier heimisch, darunter das auf Taiwan endemische Mausohr Myotis secundus, Hodgson-Fledermaus, Großer Abendsegler, Java-Zwergfledermaus, Breitflügelfledermaus und Kleine Asiatische Hausfledermaus.
In der Pflanzenwelt wurden 205 Arten aus 55 Familien und 151 Gattungen alleine im Bereich der Sicao-Lagune gezählt. Vier Arten von Mangroven wachsen dort: Avicennia marina, Kandelia candel, Lumnitzera racemosa und Rhizophora stylosa. Die Vegetation besteht zum Teil aus Bäumen, die zum Windschutz angepflanzt wurden (Schachtelhalmblättrige Kasuarine, Lindenblättriger Eibisch u. a.). Hier wachsen an Gehölzpflanzen u. a. Wandelröschen, Schraubenbäume (u. a. Pandanus odoratissimus), Phyllanthus-Arten, und an sonstigen Gefäßpflanzen Achyranthes aspera, Passionsblumen (Passiflora foetida), u. a. m. Nahe der Küste finden sich Psammophyten und Halophyten, die an den sandigen und salzigen Boden angepasst sind, wie Süßgräser, Ziegenfuß-Prunkwinde, Scaevola taccada, Eulophia graminea, Myoporum bontioides, Scaevola hainanensis, Paspalum vaginatum, Excoecaria kawakamii, Kleines Fettblatt und Losbäume.

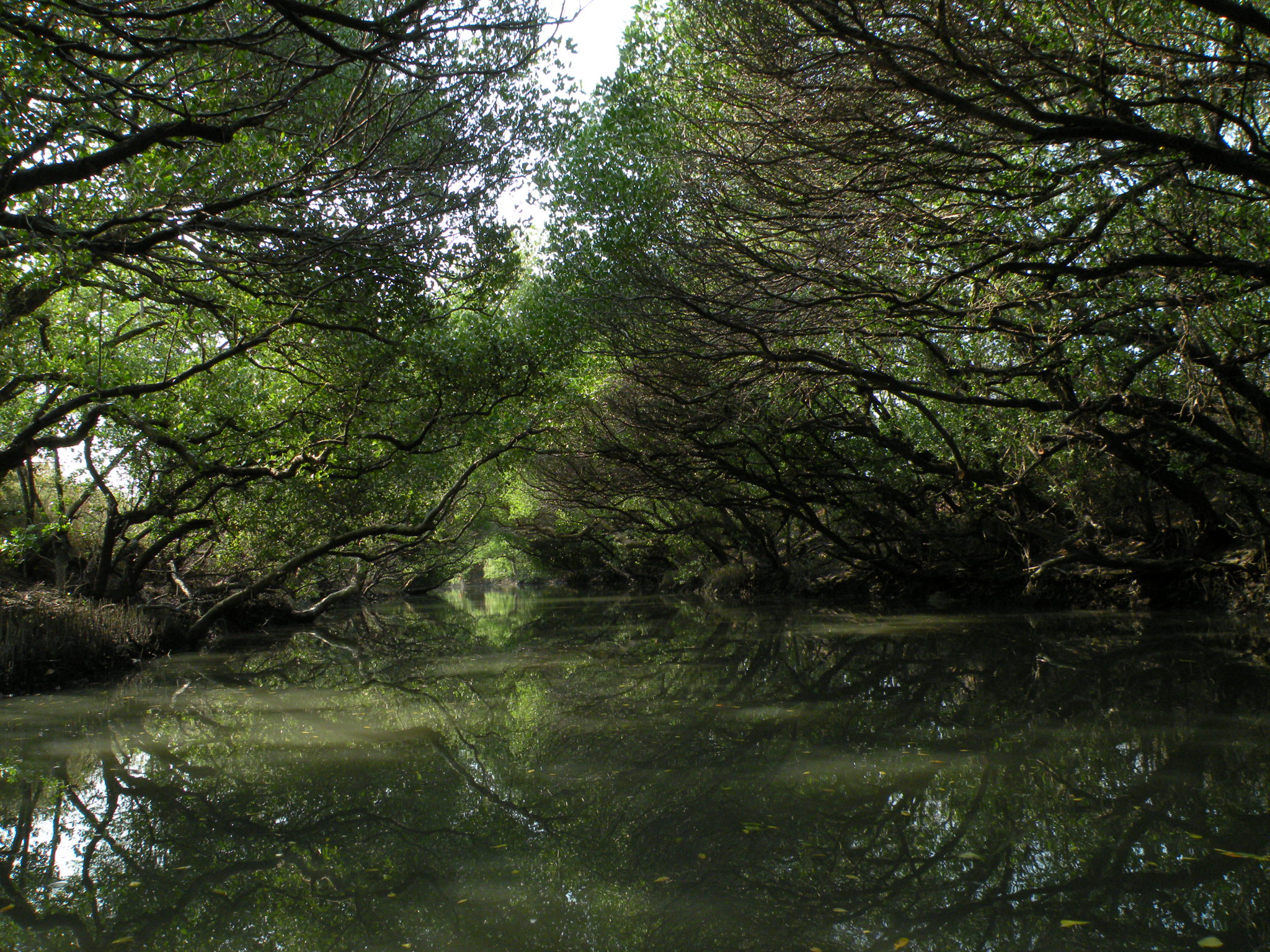
Mangrovenwald von Sicao („Grüner Tunnel“)
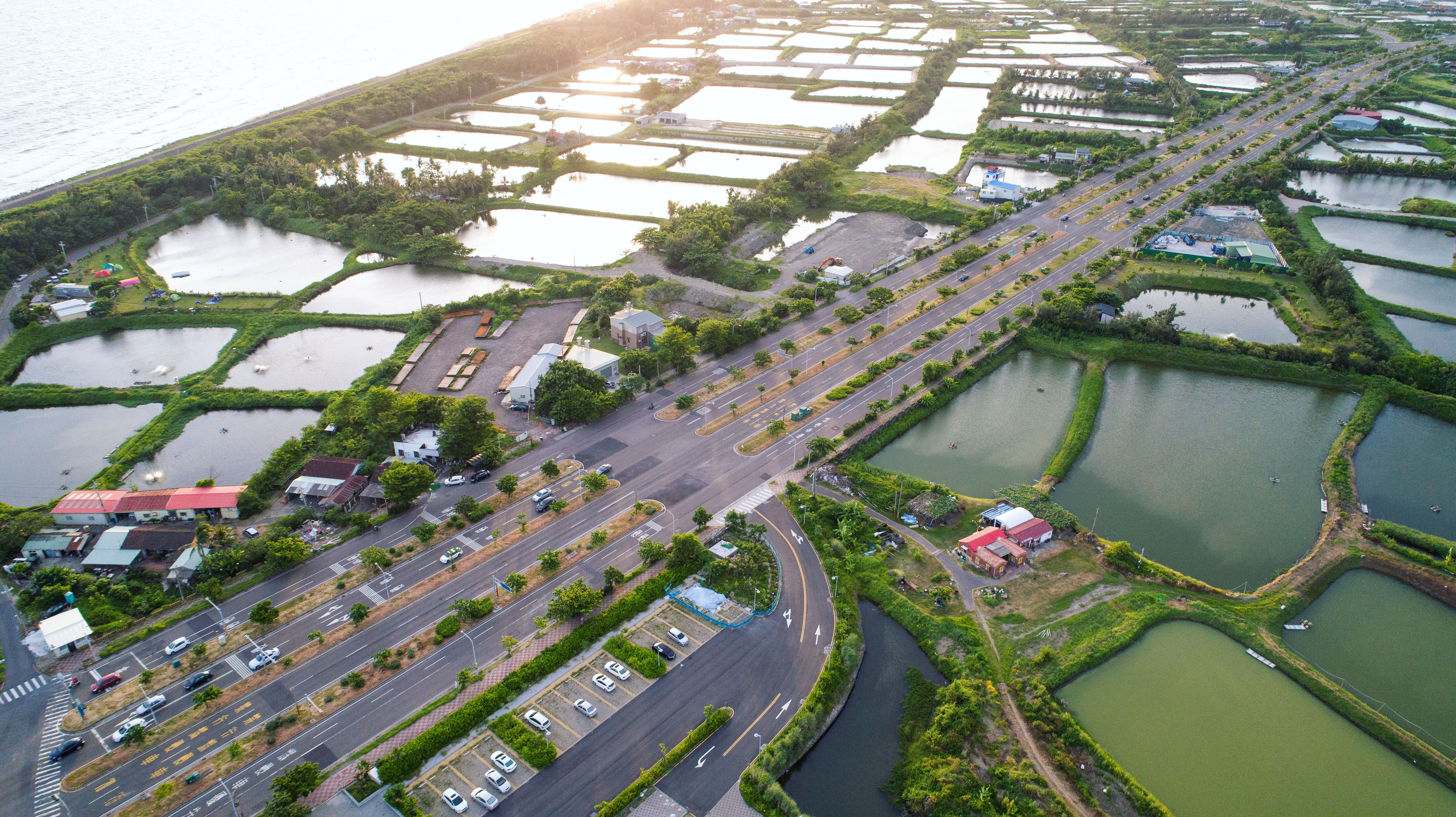
Luftaufnahme der Lagune von Sicao
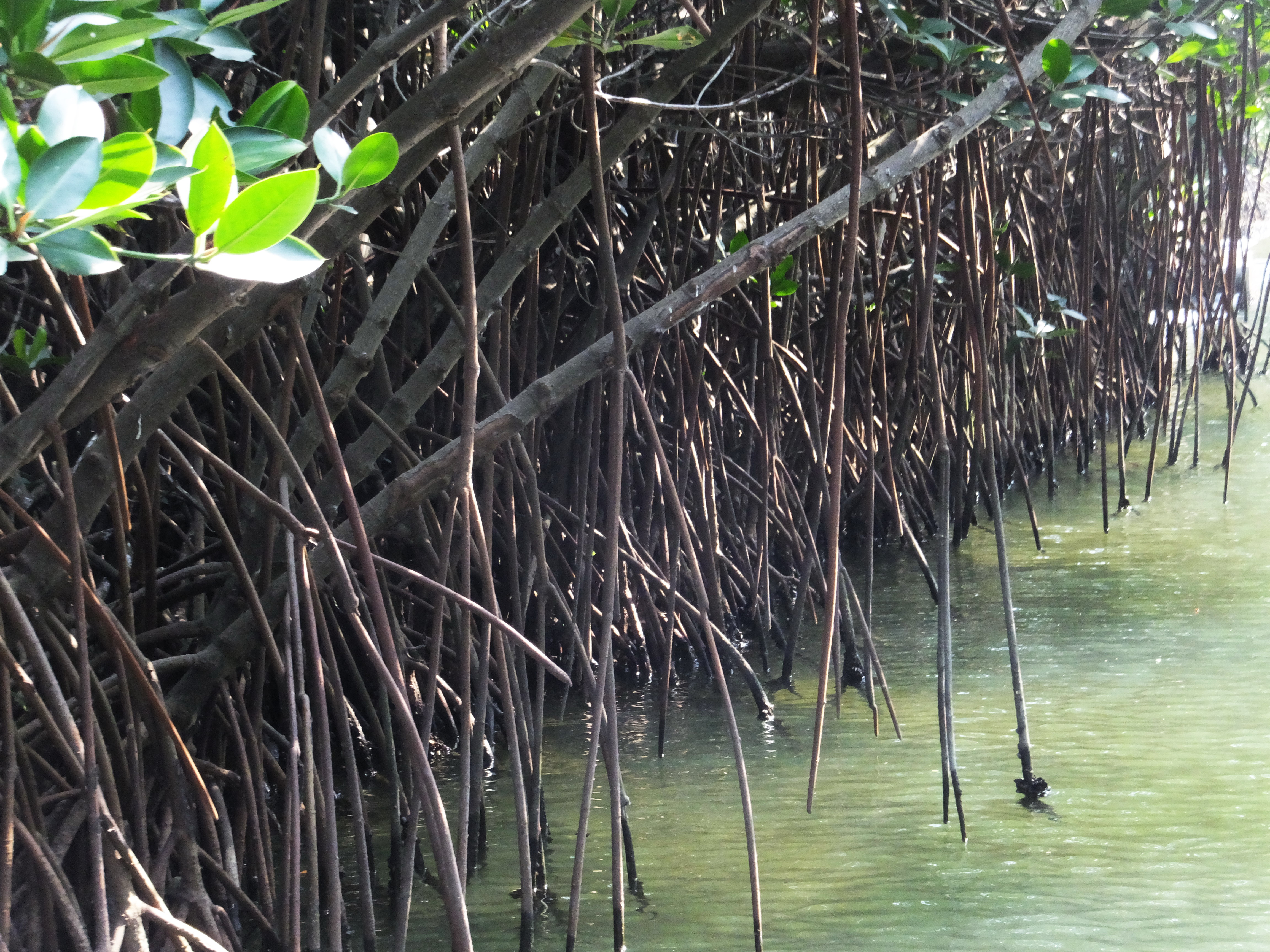
Mangrovenwurzeln (Rhizophora stylosa) in Sicao
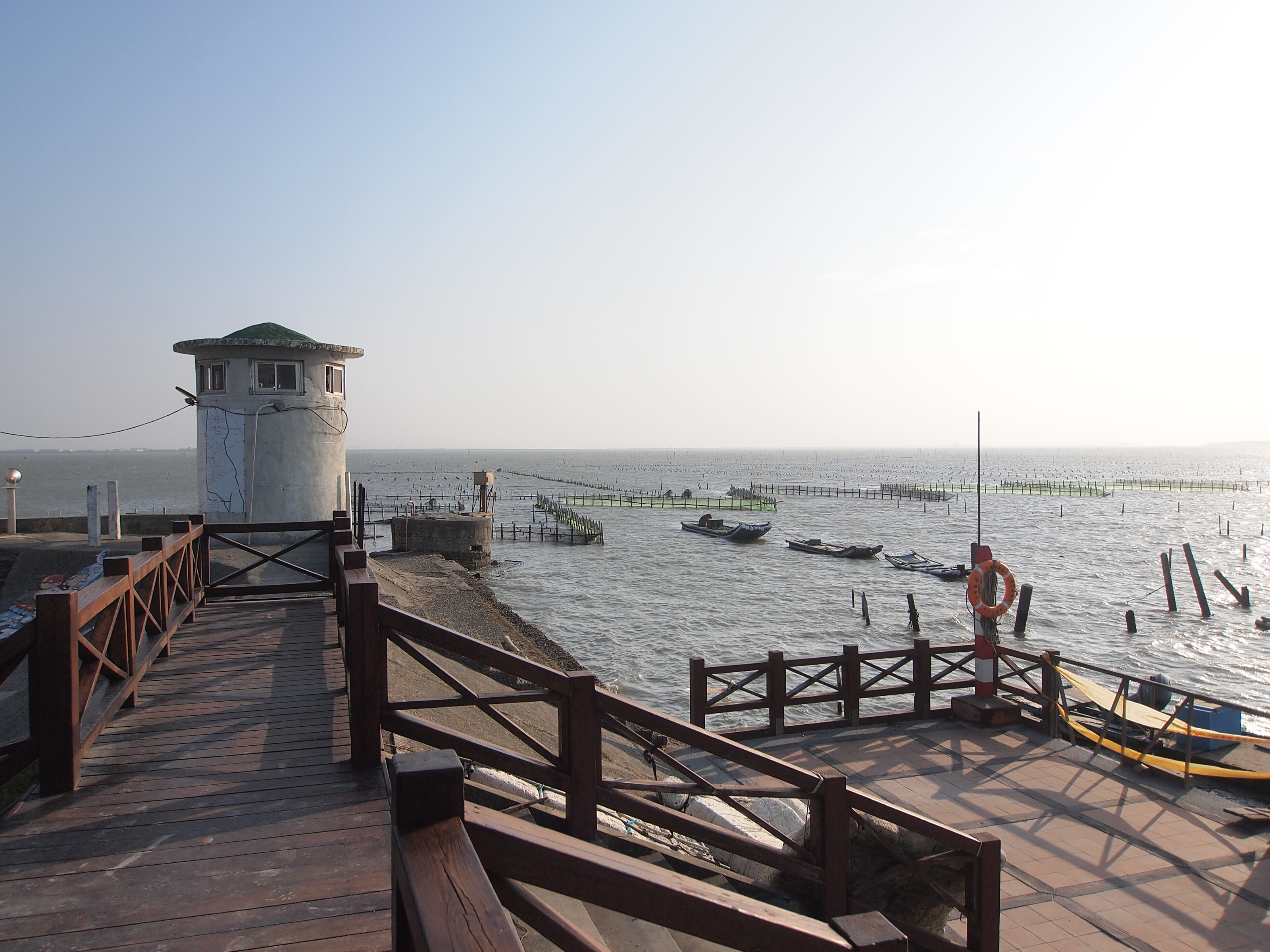
Aussichtspunkt an der Qigu-Lagune
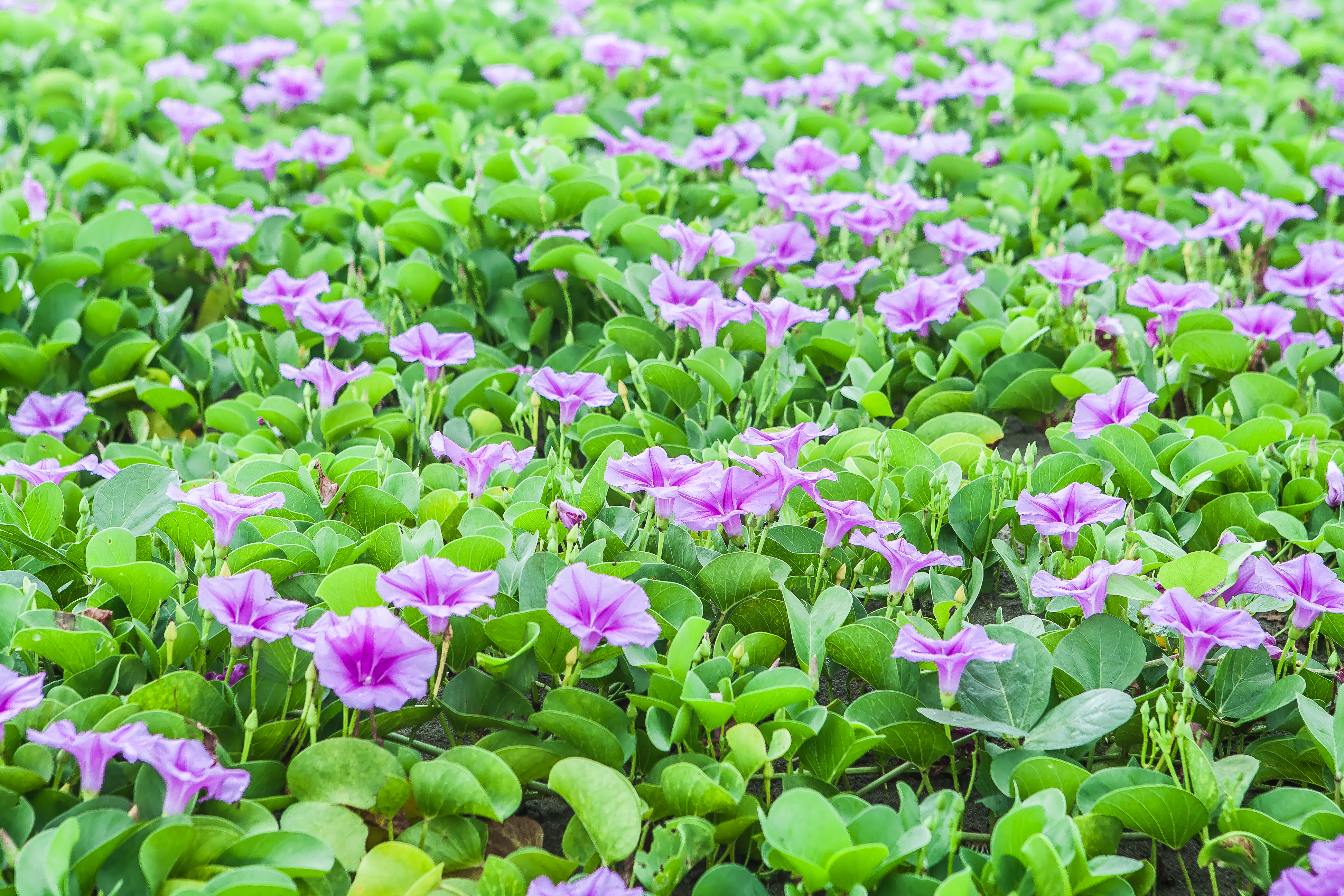
Ziegenfuß-Prunkwinde